# 도시 문화
도시 문화는 마을과 도시의 문화이다. 주된 특징은 사회 규범을 따르는 많은 인구가 제한된 공간에 존재한다는 것이다. 이는 사적 영역을 반드시 침범하지 않으면서도 서로 가까이 있고 사회 영향에 노출되는 많은 하위문화를 가능하게 한다. 궁극적으로 도시 문화는 신체적으로나 정신적으로나 의료 분야에서 다양한 관점과 더 많은 자원을 제공하지만, 사회적 결속을 유지하는 데에도 어려움을 겪는다.
전 세계적으로 도시 지역은 정부 수도나 기업 본사와 같은 권력 집중지를 보유하는 경향이 있으며, 그곳에 고용된 부유하고 영향력 있는 사람들도 마찬가지이다. 도시는 또한 사람들을 조직하고 규범, 신념, 가치관을 형성한다. 막스 베버가 그의 저서 '도시'에서 설명했듯이, "도시를 만드는 다섯 가지 요소는 요새, 시장, 법전, 도시 시민들의 협회로 도시 공동체 의식을 형성하는 것, 그리고 도시 시민들이 도시의 통치자를 선택할 수 있는 충분한 정치적 자율성이다." 일부 국가에서는 엘리트들이 중심 도시 외부에 자신들만의 거주지를 건설했다(예: 미국에서의 백인 도피).

## 정치와 사회적 경향

### 정치
대부분의 서방 세계에서 도시 지역은 교외 및 농촌 지역보다 정치적으로 좌익으로 기울어져 있다. 이러한 지역들 사이에는 다양한 이유로 인해 정치적 견해에 큰 차이가 항상 존재해왔다. 퓨 리서치 센터가 2018년에 실시한 설문조사에 따르면, 도시 지역에 거주하는 사람들은 교외 또는 농촌 지역에 거주하는 사람들과 정치적 견해가 상충할 가능성이 높다고 한다. 이에 대한 한 가지 예시는 이 설문조사에서 미국 대통령 도널드 트럼프에 대해 사람들이 어떻게 느꼈는지이다. 도시 지역에서는 62%의 사람들이 대통령에 대해 부정적인 감정을 가졌지만, 교외 지역에서는 이 수치가 51%로 상당히 감소했으며, 농촌 지역에서는 트럼프에 대해 부정적인 사람들이 40%로 가장 낮았다. 나머지 사람들은 중립적이거나 긍정적이었다. 이러한 정치적 주제에 대한 분열은 도시 지역이 더 진보적인 변화를 선호하고 교외 및 농촌 지역이 전통을 고수하려는 경향을 보이면서 설문조사의 나머지 부분에서도 계속된다. 이러한 지역들 사이에 의견 차이가 발생하는 이유는 아직 명확한 답이 없는 질문이다. 그러나 많은 사람들이 답을 찾으려고 노력해왔으며, 여기에는 코넬 대학교 교수 수잔 메틀러(Suzanne Mettler)도 포함된다. 그녀는 도시 유권자와 농촌 유권자 사이에 이러한 차이가 있는 가능한 이유를 다루는 전체 기사를 작성했다. 메틀러가 제시한 한 가지 이유는 일자리 증가였다. 그녀는 "수십 년 동안 미국은 탈산업화와 일자리 및 경제의 다양한 변화를 겪었으며, 농촌 지역은 정말 고통받았다. 도시 지역은 더 효과적으로 적응하여 기술, 서비스 부문, 지식 경제에서 새로운 일자리를 창출했다. 우리는 경제 악화가 아마도 더 많은 불만과 불평 스타일의 정치로 이어졌다고 생각하지만, 우리는 여전히 그것을 이해하려고 노력하고 있다"라고 썼다. 전반적으로 지역 간의 의견 차이는 교육에서 경제 환경, 심지어 부모의 지도에 이르기까지 다양한 이유로 항상 존재할 것이다.

### 사회
시간이 지남에 따라 사람들이 농촌 지역에서 더 많이 이동하면서 도시가 최근 인기를 얻고 있다. 이는 "퓨 리서치 센터"가 작성한 또 다른 기사에서 "마찬가지로 최근 미국 인구 증가는 고르지 못했다. 도시 카운티는 2000년 이후 대략 전체 국가 평균인 13%의 성장률을 보였다. 교외 및 소규모 대도시 지역은 더 빠르게 성장했다. 농촌 카운티는 뒤처졌고, 절반은 2000년보다 현재 거주자가 더 적다"라고 명시되어 있다. 이러한 추세는 이민자 증가, 출생률 상승 및 사망률 하락, 그리고 사람들이 더 조용하고 고립된 농촌 지역보다 도시의 번잡한 도시 생활을 선호하는 등 다양한 이유로 발생하고 있다.
도시 지역은 대중교통, 새로운 사람들을 쉽게 만날 수 있는 다양한 민족 구성, 더 많은 일자리, 상점이나 클럽, 바와 같은 유흥 시설에 쉽게 접근할 수 있는 등 농촌 및 교외 지역에서는 제공할 수 없는 것들을 제공할 수 있다. 이러한 점들은 다른 어떤 지역보다 도시 지역에 거주하는 사람들의 연령을 고려할 때 훨씬 더 관련성이 높다. 농촌 지역의 평균 연령은 43세인 반면, 도시 지역의 평균 연령은 36세이다. 젊은 사람들은 도시에서 일자리를 찾는 경향이 더 높은데, 이는 모든 것이 흩어져 있는 시골보다 인구 밀집 지역에서 일자리를 찾는 것이 훨씬 쉽기 때문이다. 교통 또한 젊은 세대에게 더 간단한 과정이다. 학교나 직장으로 버스를 타는 것이 차를 사고 그에 따르는 모든 비용을 관리하는 것보다 젊은 성인에게 더 쉬울 수 있다. 마지막으로 유흥 시설이 서로 가까이 있어 젊은 사람들은 클럽과 바까지 먼 거리를 운전할 필요 없이 밤을 보낼 수 있다. 이는 시골 지역에 위치하여 농촌 지역에서 흔히 발생하는 문제이다.
그러나 교황 프란치스코는 도시 생활이 혼란스러운 존재가 될 수 있는 잠재력을 인정한다.

## 국가별

### 캐나다

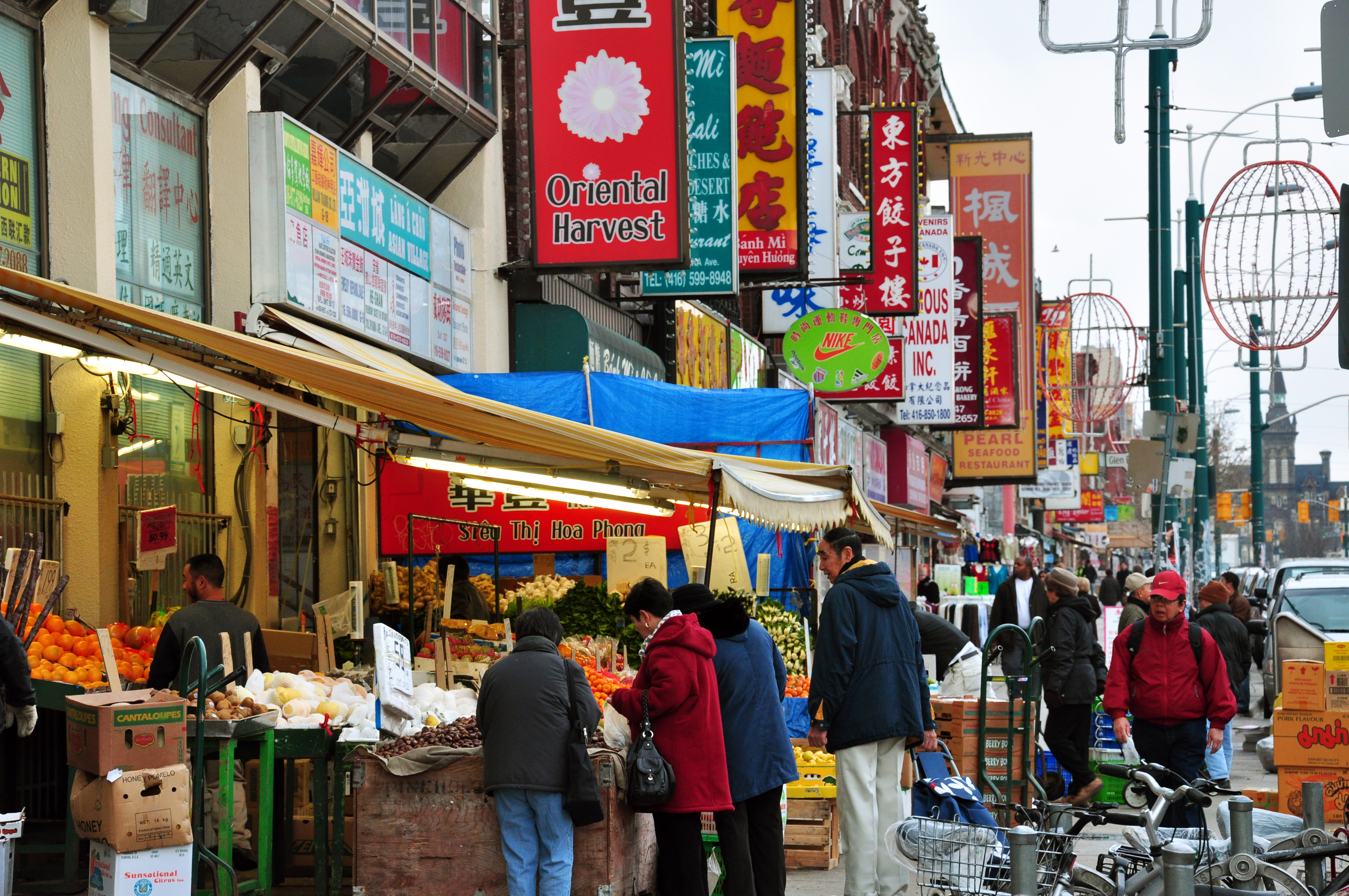
토론토의 차이나타운. 시 정부는 다양한 언어의 일상적인 사용과 서비스 제공을 장려한다.

캐나다 인구의 81.65%가 도시에 거주하므로 도시 문화는 캐나다에서 매우 중요한 부분이다. 캐나다의 도시화는 19세기부터 수십 년에 걸쳐 진행되어 왔다. 1871년부터 1911년까지 캐나다 인구는 360만 명에서 720만 명으로 두 배 증가했다. 이러한 성장의 대부분은 더 많은 사람들이 거주할 수 있도록 도시가 확장된 덕분이다. 작가 존 더글러스 벨쇼(John Douglas Belshaw)는 캐나다 역사에 대한 책을 썼고, 캐나다 도시 문화의 부상에 대해 자세히 설명하면서 다음과 같이 썼다. "이러한 성장의 대부분은 도시 지역에서 이루어졌으며, 같은 기간 동안 비농업 직종에 종사하는 노동력의 비중이 51.9%에서 60% 이상으로 증가했다. [2] 산업화의 이점이 오래 지속되거나 깊지 않았던 노바스코샤에서도 도시 정착 규모에 미치는 영향은 매우 극적이었다. 연방 결성 이후 10년 동안 핼리팩스는 22%, 뉴 글래스고는 55%, 시드니 마인즈는 57%, 트루로는 64% 성장했다." 1890년대에는 산업화가 캐나다에서 기계 생산과 기름 및 석탄과 같은 것들의 사용 증가로 효과를 발휘하고 있었으며, 이는 토론토와 에드먼턴과 같은 지역의 인구를 급격히 증가시켰다. 캐나다인과 이민자들이 이제 조밀한 인구와 그로 인해 발생하는 일자리 기회 때문에 도시에서 도시로 이동하면서 도시화는 20세기에도 계속되었다. 그러나 인구 증가로 인해 모든 도시와 그들의 필요를 수용하기가 어려워지고 혼잡해지는 문제도 있었다. 이는 수자원 시스템이 작동하지 않고 도시에 사는 사람들의 급증에 대비하기 위해 조악하게 지어진 집들이 있는 낙후된 도시들이 생겨났다는 것을 의미한다. 현대에 들어서면서 이러한 문제는 캐나다에서 덜 만연하지만, 여전히 미개발된 도시들과 극도로 경쟁적인 도시 환경에서 어떤 종류의 일자리라도 찾기 위해 몰려드는 사람들이 존재한다.
도시 문화는 때때로 완곡어법으로 시각적 소수자(비백인)의 문화를 지칭하는 데 사용되기도 한다. 때로는 캐나다 흑인 문화를 의미하기도 하는데, 이는 흑인 인구가 전체 인구의 3%만을 차지하기 때문에 미국과 같은 곳보다는 연관성이 덜 명확하다. 더 일반적으로 이 문구는 토론토, 온타리오주, 밴쿠버, 브리티시컬럼비아주와 같은 도시들이 육성하는 다문화적이고 이민자 친화적인 문화 모자이크 분위기를 지칭하는 데 사용될 수 있으며, 이는 일반적으로 해당 주들의 더 백인 위주의 농촌 지역과 대조된다.

### 미국
미국에서 도시 문화는 현대 아프리카계 미국인 문화를 지칭하는 완곡적 표현으로 사용되어 왔다.

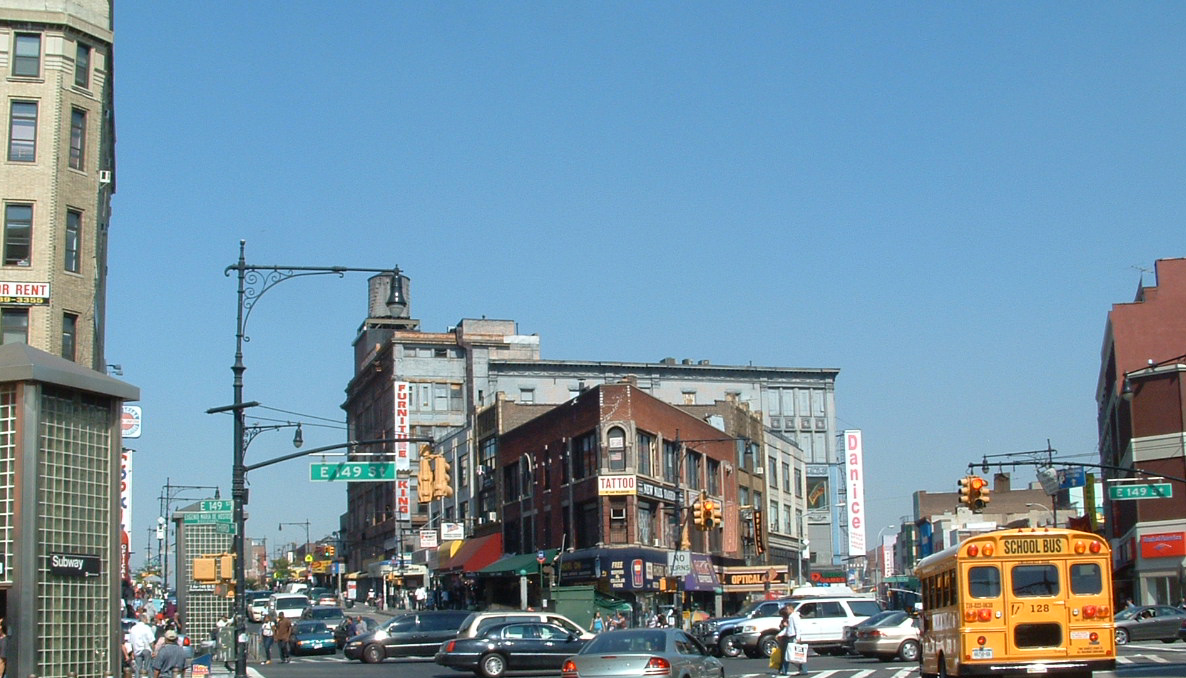
더 허브는 뉴욕시 브롱크스 남부의 상업 중심지이다. 1900년에서 1930년 사이에 브롱크스 주민 수는 201,000명에서 1,265,000명으로 증가했다.

20세기 이전에는 아프리카계 미국인 인구가 주로 농촌 지역에 거주했다. 아프리카계 미국인들의 흑인 대이동은 미국 북부에 최초의 대규모 도시 흑인 공동체를 형성했다. 제1차 세계 대전의 여파로 발생한 노동력 부족을 활용하기 위해 1916년에서 1918년의 2년 동안 남부를 떠난 인구는 보수적으로 40만 명으로 추정된다. 미국 현대 도시들의 20세기 문화는 이 시기에 형성되었다.
1910년 디트로이트의 아프리카계 미국인 인구는 6,000명이었다. 1929년 대공황이 시작될 무렵에는 이 수치가 12만 명으로 증가했다.
1900년 시카고의 총 인구는 1,698,575명이었다. 1920년까지 인구는 1백만 명 이상 증가했다. 흑인 대이동의 두 번째 물결(1940년에서 1960년) 동안, 시카고의 아프리카계 미국인 인구는 278,000명에서 813,000명으로 증가했다. 시카고 남부는 미국의 흑인 수도로 여겨졌다.
수십만 명의 아프리카계 미국인이 오하이오주, 특히 클리블랜드로 이주하면서 주와 클리블랜드의 인구 통계가 크게 변화했다. 흑인 대이동 이전에 클리블랜드 인구의 약 1.1%에서 1.6%가 아프리카계 미국인이었다. 1920년에는 클리블랜드 인구의 4.3%가 아프리카계 미국인이었다. 클리블랜드의 아프리카계 미국인 수는 흑인 대이동의 다음 20년 동안 계속 증가했다. 세인트루이스, 볼티모어, 필라델피아, 뉴욕과 같은 다른 도시들도 아프리카계 미국인 인구의 급증을 경험했다.
남부에서는 수십만 명의 아프리카계 미국인이 떠나면서 대부분의 남부 주에서 흑인 인구 비율이 감소했다. 예를 들어, 미시시피주에서는 흑인 인구 비율이 1910년 약 56%에서 1970년 약 37%로 감소했으며, 사우스캐롤라이나주에서는 흑인 인구 비율이 1910년 약 55%에서 1970년 약 30%로 감소했다.
제2차 흑인 대이동이 끝날 무렵, 아프리카계 미국인들은 도시화된 인구가 되었다. 80% 이상이 도시에 거주했다. 53%는 미국 남부에 남아 있었고, 40%는 미국 북동부와 미국 중서부 주에, 7%는 미국 서부에 거주했다.

## 같이 보기
- 이너 시티
- 스트리트 컬처 (동음이의어)
- 아프리카계 미국인 문화
- 낙서
- 힙합 음악
- 힙스터
- 스트리트 라이프 (더 크루세이더스 앨범, 1979년의 노래와 앨범)

기타:
- 미래주의
- 시카고 학파 (사회학)
- Principles of Intelligent Urbanism
- 어버니즘
- 도시경제학
- 도시사회학
- 어반 팝 컬처
- 힙합 패션
- 어반 컨템포러리
- Urban vitality